# Park Ji-hu
Park Ji-hu, auch Park Ji-hoo geschrieben, (* 7. November 2003 in Daegu) ist eine südkoreanische Schauspielerin, die ihre Laufbahn 2016 begann. Bekanntheit erlangte sie durch ihre Hauptrollen im Independentfilm House of Hummingbird (2018) sowie in der Netflix-Serie All of Us Are Dead (2022). Für ihre schauspielerischen Leistungen wurde Park Ji-hu mehrfach ausgezeichnet, darunter 2019 als beste Darstellerin beim Tribeca Film Festival.

## Leben
Park Ji-hu wurde in Daegus Stadtteil Suseong-gu geboren. Im Februar 2022 absolvierte sie ihren Schulabschluss an der Dongmoon High School, nachdem sie bereits im November 2021 eine Zusage für ein Studium in den Bereichen Theater und Film an der Hanyang-Universität in Seoul erhielt.
2014 nahm Park Ji-hu an einem Schauspielcasting teil. Es dauerte danach jedoch noch weitere zwei Jahre, ehe sie ab 2016 erste kleine Filmauftritte erhielt. So war Park 2018 in einer Nebenrolle als Ye-seul im Kriminalthriller The Witness zu sehen. Im selben Jahr folgte ihr Durchbruch als einsame Achtklässlerin Kim Eun-hee im Independent-Filmdrama House of Hummingbird. Für ihre schauspielerische Leistung in diesem Film erhielt Park mehrere Auszeichnungen, darunter den Korean Association of Film Critics Award, den Wildflower Film Award sowie den Preis als beste Schauspielerin beim Tribeca Film Festival 2019. Sie wurde zudem für den renommierten Blue Dragon Award als beste neue Darstellerin nominiert.
Nach einem Gastauftritt in der Fernsehserie Beautiful World 2019 und einer Nebenrolle im 2021 erschienenen Kriminaldrama Black Light erlangte Park 2022 weitere, internationale Bekanntheit durch ihre Hauptrolle in der Netflix-Zombieserie All of Us Are Dead. In dieser auch auf Deutsch synchronisierten Serie spielt Park die Schülerin Nam On-jo, die zusammen mit weiteren Schülern während des Ausbruchs eines Zombie-Virus in einer High School gefangen ist.
Ebenfalls 2022 spielte Park Ji-hu als Oh In-hye eine der Hauptrollen in der zwölfteiligen Dramaserie Little Women an der Seite von Kim Go-eun und Nam Ji-hyun, die in der Serie ihre älteren Schwestern verkörperten. Im April 2021 begann Park mit den Dreharbeiten für den 2023 veröffentlichten Katastrophenfilm Concrete Utopia über die Überlebenden eines Erdbebens in Seoul, in dem sie die Rolle der Schülerin Hye-won übernahm.
Seit 2023 gehört Park Ji-hu zu den Moderatoren der Musiksendung SBS Inkigayo.

## Filmografie (Auswahl)
- 2016: Vanishing Time: A Boy Who Returned (Garyeojin Sigan)
- 2017: Fabricated City (Jojakdoen Doshi)
- 2018: House of Hummingbird (Beolsae)
- 2018: The Witness (Mokgyeokja)
- 2019: Beautiful World (Areumdaun Sesang; Fernsehserie, eine Folge)
- 2021: Black Light
- 2022: All of Us Are Dead (Jigeum Uri Hakgyoneun; Fernsehserie, 12 Folgen)
- 2022: Little Women (Jag-eun Assideul; Fernsehserie, 12 Folgen)
- 2023: Concrete Utopia
- 2023: Miraculous Brothers (Gijeog-ui hyeongje; Fernsehserie, eine Folge)

## Auszeichnungen
Quellen:

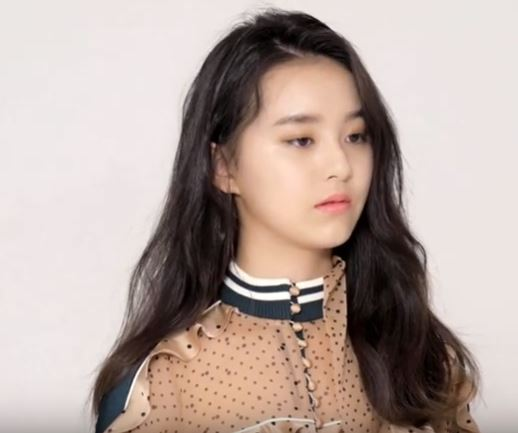
Park Ji-hu (2019)

- 2019: Preis des Tribeca Film Festivals als beste internationale Schauspielerin.
- 2019: Preis als beste neue Schauspielerin der südkoreanischen Filmzeitschrift Cine21.
- 2019: Director’s Cut Award als beste neue Schauspielerin.
- 2020: Korean Association of Film Critics Award als beste neue Schauspielerin.
- 2020: Wildflower Film Award als beste neue Schauspielerin.

### Nominierungen
- 2019: Nominierung als beste neue Schauspielerin für den Blue Dragon Award.
- 2019: Nominierung als beste Schauspielerin für den Asia Pacific Screen Award.
- 2019: Nominierung als beste neue Filmdarstellerin für den Baeksang Arts Award.
- 2020: Nominierung als beste neue Schauspielerin für den Buil Film Award.
- 2020: Nominierung als beste neue Schauspielerin für den Chunsa Film Art Award.
- 2020: Nominierung als beste neue Schauspielerin für den Daejong-Filmpreis.